# Laevisuchus
Laevisuchus ("lehký krokodýl") byl rod abelisauroidního teropoda z čeledi Noasauridae. Žil v období pozdní svrchní křídy (asi před 70 miliony let) na území současné Indie (fosilie byly objeveny nedaleko města Džabalpur ve státě Madhjapradéš).

## Historie
Zkameněliny tohoto teropoda byly objeveny v sedimentech geologického souvrství Lameta. Formálně je popsali paleontologové Charles Alfred Matley a Friedrich von Huene v roce 1933. Rodové jméno znamená v překladu "lehký krokodýl", druhové pak odkazuje k místu objevu. Celkem byly objeveny pouze tři krční a jeden hrudní obratel. Všechny fosilie tohoto dinosaura byly později ztraceny, teprve v roce 2012 byl znovu objeven jeden krční obratel (označení GSI K20/613).
Fosilie tohoto a dalších dinosaurů ze stejného souvrství mohly být již před staletími nevědomky uctívány hinduisty v místních chrámech (například jako božstvo zvané Šarabha).

## Popis
Laevisuchus byl malým, lehce stavěným teropodem, pohybujícícm se po dvou zadních nohách. Pravděpodobně lovil malou kořist v podobě drobných obratlovců a mláďat jiných dinosaurů. Jeho velikost byla Davidem Lambertem v roce 1998 odhadnuta na 2 metry délky, necelý metr výšky v kyčlích a hmotnost kolem 30 kilogramů. Přesné rozměry však vzhledem k nedostatku fosilního materiálu nelze s jistotou odhadnout.

## Zařazení
Systematická pozice tohoto taxonu není s jistotou známá, pravděpodobně se však jednalo o zástupce čeledi Noasauridae a podčeledi (kladu) Noasaurinae. Blízce příbuznými druhy tak byly například Noasaurus leali, Masiakasaurus knopfleri, Velocisaurus unicus nebo Vespersaurus paranaensis.